# Vahan Dzhuharian
Vahan Dzhuharian –en armenio, Վահան Ջուհարյանին– (26 de enero de 1978) es un deportista armenio que compitió en lucha grecorromana. Ganó una medalla de plata en el Campeonato Mundial de Lucha de 1997 y una medalla de oro en el Campeonato Europeo de Lucha de 2004.

## Palmarés internacional
| Campeonato Mundial | Campeonato Mundial | Campeonato Mundial | Campeonato Mundial |
| Año                | Lugar              | Medalla            | Categoría          |
| ------------------ | ------------------ | ------------------ | ------------------ |
| 1997               | Breslau (Polonia)  | Medalla de plata   | 54 kg              |
| Campeonato Europeo |                    |                    |                    |
| Año                | Lugar              | Medalla            | Categoría          |
| 2004               | Haparanda (Suecia) | Medalla de oro     | 60 kg              |